# کلیف بیرکت
کلیف بیرکت (انگلیسی: Cliff Birkett; ۱۷ سپتامبر ۱۹۳۳ – ۱۱ ژانویهٔ ۱۹۹۷) بازیکن فوتبال اهل بریتانیا بود.
از باشگاه‌هایی که در آن بازی کرده‌است می‌توان به باشگاه فوتبال مکلسفیلد تاون، باشگاه فوتبال ساوتپورت و باشگاه فوتبال منچستر یونایتد اشاره کرد.